# 杨执柔
楊執柔（7世纪—692年？），武周官员，短暂任宰相。
杨执柔生年不详，仅知其弟杨执一生于唐高宗龙朔二年（662年）。祖父楊續是隋朝皇族，貞觀年间官至郓州刺史，也是唐初宰相楊師道和楊恭仁的弟弟。杨执柔是湖城公杨思止（677年去世）的长子，也是武则天的母亲杨夫人（孝明高皇后）的堂侄孙，所以武则天视杨执柔为母族，很是优宠，任为地官尚书，后又任为夏官尚书，杨执柔让给事中李峤代为作表辞让，未果。天授三年（692年）一月（《新唐书·则天顺圣皇后本纪》作正月），时任夏官尚书（《旧唐书·则天皇后纪》作冬官尚书）的杨执柔被武则天授予同鳳閣鸞臺平章事，为实质宰相。武则天对此表示，她要让父族和母族都出现宰相，此时她的侄子武承嗣和武攸宁都已拜相。杨执柔再让李峤代为作表辞让，亦未果。
当月，宰相狄仁杰等被左台中丞来俊臣诬告谋反而下狱。来俊臣先前奏请降敕，一问就承认谋反者可减死罪，这时就以此诱狄仁杰等，狄仁杰承认谋反。来俊臣的判官王德寿说自己要升官，要狄仁杰牵出杨执柔换取免死，狄仁杰问：“怎么牵出？”王德寿说：“尚书您任春官尚书时，杨执柔任司员外，可以牵出。”狄仁杰叹道：“皇天后土，遣狄仁杰做这样的事吗！”用头触柱，血流满面，吓得王德寿道歉并制止了他。
七月（按《资治通鉴》）或八月（按两唐书），武则天对行政班子进行大重组，杨执柔和武承嗣、武攸宁都被罢相，杨执柔改任地官尚书，不久去世。
杨执一母约去世于唐睿宗景云（710年七月—712年正月）年间，未详是否杨执柔母。

## 子孙
- 杨浚
  - 杨蕙，湖州刺史
- 杨湜，太原少尹
- 杨滔，历任户部、兵部侍郎，开元年间官至吏部侍郎、同州刺史
  - 杨藻

## 延伸阅读
[在维基数据编辑]
 《新唐書·卷100》，出自《新唐書》